# Miss Universo 1966
Miss Universo 1966, quindicesima edizione di Miss Universo, si è tenuta a Miami, negli Stati Uniti d'America il 16 luglio 1966. L'evento è stato presentato da Jack Linkletter. Margareta Arvidsson, Miss Svezia, è stata incoronata Miss Universo 1966.

## Risultati

### Piazzamenti
| Risultato finale   | Concorrente |
| ------------------ | --- |
| Miss Universo 1966 | - Svezia - Margareta Arvidsson |
| 2ª classificata    | - Finlandia - Satu Charlotta Östring |
| 3ª classificata    | - Thailandia - Cheranand Savetanand |
| 4ª classificata    | - India - Yasmin Daji |
| 5ª classificata    | - Israele - Aviva Israeli |
| Top 15             | - Colombia - Edna Margarita Rudd Lucena - Danimarca - Gitte Fleinert - Germania - Marion Heinrich - Filippine - Maria Clarinda Garces Soriano - Inghilterra - Janice Carol Whiteman - Norvegia - Siri Gro Nilsson - Paesi Bassi - Marge Domen - Perù - Madeline Hartog Bel Houghton - Spagna - Paquita Torres - Stati Uniti - Maria Remenyi |

### Riconoscimenti speciali
| Riconoscimento        | Concorrente                                             |
| --------------------- | ------------------------------------------------------- |
| Miss Congeniality     | - Curaçao - Elizabeth Sanchez - Spagna - Paquita Torres |
| Miss Photogenic       | - Svezia - Margareta Arvidsson                          |
| Best National Costume | - Israele - Aviva Israeli                               |

## Concorrenti
- Argentina -  Elba Beatriz Baso
- Aruba -  Sandra Fang
- Austria -  Renate Polacek
- Bahamas -  Sandra Zoe Jarrett
- Belgio -  Mireille De Man
- Bermuda -  Marie Clarissa Trott
- Bolivia -  Maria Elena Borda
- Brasile -  Ana Cristina Ridzi
- Canada -  Marjorie Anne Schofield
- Ceylon -  Lorraine Roosmalecocq
- Cile -  Stella Dunnage Roberts
- Colombia -  Edna Margarita Rudd Lucena
- Corea del Sud -  Yoon Gui-Young
- Costa Rica -  Maria Virginia Oreamuno
- Cuba -  Lesbia Murrieta
- Curaçao -  Elizabeth Sanchez
- Danimarca -  Gitte Fleinert
- Ecuador -  Martha Cecilia Andrade Alominia
- Filippine -  Maria Clarinda Garces Soriano
- Finlandia -  Satu Charlotta Ostring
- Francia -  Michèle Boule
- Galles -  Christine Heller
- Germania -  Marion Heinrich
- Giamaica - Beverly Savory
- Giappone -  Atsumi Ikeno
- Grecia -  Katia Balafouta
- Guam -  Barbara Jean Perez
- Guyana -  Umblita Van Sluytman
- India -  Yasmin Daji
- Inghilterra - Janice Carol Whiteman
- Irlanda -  Gladys Waller
- Islanda -  Erla Traustadottir
- Israele -  Aviva Israeli
- Italia -  Paola Bossalino
- Libano -  Yolla Harb
- Lussemburgo -  Gigi Antinori
- Malaysia -  Helen Lee
- Marocco -  Joelle Lesage
- Norvegia -  Siri Gro Nilsen
- Nuova Zelanda -  Heather Gettings
- Okinawa -  Yoneko Kiyan
- Paesi Bassi -  Margo Isabelle Domen
- Panama -  Dionisia Broce
- Paraguay -  Mirtha Martinez Sarubbi
- Perù -  Madeline Hartog-Bel Houghton
- Porto Rico -  Carol Barajadas
- Scozia -  Linda Ann Lees
- Singapore -  Margaret Van Meel
- Spagna -  Paquita Torres
- Stati Uniti -  Maria Judith Remenyi
- Sudafrica -  Lynn Carol De Jager
- Suriname -  Joyce Magda Leysner
- Svezia -  Margareta Arvidsson
- Svizzera -  Hedy Frick
- Thailandia -  Jeeranun Savettanun
- Trinidad e Tobago -  Kathleen Hares
- Turchia -  Nilgun Arslaner
- Venezuela -  Magaly Castro Egui